# Trichoneura umbrosa
Trichoneura umbrosa là một loài ruồi trong họ Limoniidae. Chúng phân bố ở miền Australasia.